# NGC 1828
NGC 1828 ist die Bezeichnung eines offenen Sternhaufens im Sternbild Dorado. Das Objekt wurde vermutlich am 24. Dezember 1834 von John Herschel entdeckt.